# Церковь Успения Пресвятой Богородицы (Касимов)
Церковь Успения Пресвятой Богородицы — православный храм Касимовской епархии Русской православной церкви, расположенный в городе Касимове Рязанской области.

## Упоминание
Первое косвенное письменное упоминание об Успенской церкви встречается в «Записной книге новопоставленным попам и дьяконам» за 1700 год, где говорится о выдаче епитрахильной грамоты «Успенскому попу Ивану». В той же книге за 1738 год упомянута Успенская церковь, которая раньше именовалась во имя Трёх святителей — Василия Великого, Григория Богослова и Иоанна Златоуста («что преж сего была Трех Святителей»), и что, хотя она не упоминалась в окладной книге 1676 года, время её постройки должно относиться к концу XVII века.

## Старая деревянная
Церковь была деревянная холодная. Рядом с ней стоял, также деревянный, но тёплый храм в честь Собора Пресвятой Богородицы с приделом святых мучеников Флора и Лавра, в который переносились службы в зимнее время. В марте-месяце 1739 года Соборная церковь сгорела. В 1743 году на старом кладбище была построена и освящена новая также деревянная и тёплая Соборная церковь. В 1753 году оба храма Успенский и Соборный от «учинившегося в г. Касимове пожара погорели без остатку». На место сгоревшей Успенской перенесли имеющуюся в городе ветхую деревянную церковь Рождества Христова, вместо которой уже была устроена каменная того же именования. Иереем Иоанном и касимовским купцом Миловановым испрашиволось разрешение на строительство новой каменной церкви вместо сгоревших.

## Новая
В 1775 году церковь Успения Пресвятой Богородицы с Никольским и Трёхсвятительским приделами была построена и освящена. В 1789-м пристроили тра́пезную и возвели трёхъярусную колокольню в стиле барокко. После грозовой бури, произошедшей летом 1810 года и повредившей кресты и крышу храма, в Успенской церкви проходили ремонтные работы. В 1826 году был укреплён новый колокол весом в 150 пудов вместо двух разбитых. В 1830—1833 годах церковь была внутри украшена настенной живописью. В 1911-м трапезную расширили и пристроили ещё два придела: в честь Боголюбской иконы Божией Матери и Воздвижения Креста Господня. Церковный приход был малочисленным; в 1891 году в нём насчитывалось 62 двора и 490 прихожан обоего пола.
В 1934 году церковь была закрыта и осквернена: в 1936-м переоборудована под центральную библиотеку, с 1939-го использовалась под склад.
Возвращена Русской православной церкви в 1990 году. 13 июля 1995 года после восстановительных работ заново освящена архиепископом Рязанским и Касимовским Симоном (Новиковым).

## Духовенство
- Настоятель храма — протоиерей Иоанн Бобиков[4].